# Echu Tirmcharnae mac Fergusso
Echu Tirmcharnae mac Fergusso (mort circa. 556) est un roi de Connacht issu des Uí Briúin une branche des Connachta .

## Contexte
L'entrée des Annales d'Ulster de 577 qui relève la mort de son fils Áed mac Echach précise sa généalogie:
Aed fils d'Eochu Tirmcharna alias Timrim, fils de Fergus fils de Muiredach Mael fils d'Eógan Sreb fils de Daui Galach fils de Brion fils d'Eochu Muigmedón
Dans ce contexte Echu, serait l'arrière arrière-petit-fils de Dauí Tengae Umai (mort vers 500) un précédent souverain. Francis John Byrne estime que les généalogies des premiers Uí Briúin sont des reconstructions. Sa place dans les « Listes de Rois » le situe entre les règnes de Ailill Inbanda mort en 550 et de son fils Áed mac Echach Tirmcharna, mort en 575. Les Annales de Tigernach le mentionnent simplement comme roi en 556 et son fils accède au trône en 557 Dans ce contexte son règne potentiel doit s'étendre sur la période 550 à 556.
Les Annales de Tigernach et un « Poème des rois de Connaught » le présente comme Echu « dryflesh », c'est-à-dire: « Homme de choix », et aussi comme noble.

## Sources
- (en) Francis John Byrne, Irish Kings and High-Kings, Londres, Batsford, 1973 (ISBN 0-7134-5882-8)
- (en) T.W Moody, F.X. Martin, F.J. Byrne A New History of Ireland IX Maps, Genealogies, Lists. A companion to Irish History part II . Oxford University Press réédition 2011  (ISBN 9780199593064) Kings of Connacht to 1224 p. 138.
- (en) T.M. Charles-Edwards, Early Christian Ireland, Cambridge, Cambridge University Press, 2000, 707 p. (ISBN 0-521-36395-0, lire en ligne)
- (en) Edel Bhreathnach, The kingship and landscape of Tara, Dublin, Fours Courts Press, 2005 (ISBN 1-85182-954-7)